# Sven Alkalaj
Sven Alkalaj (ur. 11 listopada 1948 w Sarajewie) – bośniacki polityk i dyplomata, minister spraw zagranicznych Bośni i Hercegowiny od 9 lutego 2007.

## Życiorys
Sven Alkalaj w 1974 ukończył inżynierię mechaniczną na Uniwersytecie w Sarajewie. W 1987 został absolwentem ekonomii i stosunków międzynarodowych na tej uczelni. W 1999 ukończył kurs finansów w Harvard Business School w USA.
W latach 1974–1985 był menedżerem ds. handlu w firmie Petrolinvest w Sarajewie. Od 1985 do 1988 był menedżerem ds. Bliskiego i Dalekiego Wschodu w firmie Energoinvest w Sarajewie. W latach 1988–1994 zajmował stanowisko dyrektora Energoinvestu w Bangkoku w Tajlandii.
W latach 1994–2000 Alkalaj pełnił funkcję ambasadora Bośni i Hercegowiny w USA. Od 2000 do 2004 był ambasadorem BiH przy Organizacji Państw Amerykańskich w Waszyngtonie. Od lutego 2004 do lutego 2007 pełnił funkcję ambasadora w Belgii oraz szefa misji BiH przy NATO w Brukseli.
9 lutego 2007 Sven Alkalaj objął stanowisko ministra spraw zagranicznych w gabinecie premiera Nikoli Špiricia. Pełnił je do 10 lutego 2012. Od 2012 do 2014 był sekretarzem wykonawczym Europejskiej Komisji Gospodarczej Organizacji Narodów Zjednoczonych w Genewie. Następnie pracował jako wykładowca akademicki. W 2019 został mianowany stałym przedstawicielem BiH przy Organizacji Narodów Zjednoczonych w Nowym Jorku.
Członek Partii dla Bośni i Hercegowiny. Mówi w języku angielskim i francuskim.